# Heir apparent
Heir (eller heiress) apparent er en engelsk–amerikansk betegnelse for en tronfølger, hvis position i arverækkefølgen ikke kan anfægtes af efterfølgende fødsler i familien. Hvis en heir apparent overlever den regerende monark er vedkommende sikker på at arve kronen, forudsat at tronfølgeloven ikke ændres, tronen afskaffes eller den hidtidige monark har slettet personen i arvefølgen, f.eks. pga. indgåelse af ægteskab uden tilladelse.
En Heir presumptive betegner en person i en arvefølge hvis plads i denne kan blive fortrængt ved fødslen af en person med et stærkere arvekrav.
I Storbritannien benyttes samme skelnen mellem Heir apparent og Heir presumptive i forbindelse med arveretten til en række adelige titler.
Der er ikke en tilsvarende skelnen i dansk sprogbrug. Det nærmest sammenlignelige er at en heir apparent svarer til en tronfølger mens der ikke er en tilsvarende kobling mellem en heir presumptive og tronarving. I Danmark benyttes betegnelserne tronfølger og tronarving kun i forbindelse med kongehuset.
Prins Carl Philip af Sverige (født 13. maj 1979) mistede sin plads som tronfølger, da den svenske successionsordning (tronfølgelov) blev lavet om med virkning fra 1980.